# Jaiden Bartolo
Jaiden Kamil Bartolo (Slough, 10 febbraio 2006) è un calciatore gibilterriano, attaccante del Slough Town in prestito dal Wycombe e della nazionale gibilterriana.

## Biografia
Nato in Inghilterra da genitori di origine Singalesi e Maltesi è cresciuto a Gibilterra.

## Caratteristiche tecniche
Ricopre il ruolo di punta centrale.

## Carriera

### Club
Cresciuto nelle giovanile del Manchester 62 e del Wealdstone, Il 5 giugno 2024, viene tesserato dal Wycombe Wanderers, militante in League One.

### Nazionale
Ha debuttato con la nazionale gibilterriana il 26 marzo 2024 nell'incontro di UEFA Nations League perso 1-0 contro la Lituania, subentrando al 73° a Ethan Britto.

## Statistiche

### Cronologia presenze e reti in nazionale
| Cronologia completa delle presenze e delle reti in nazionale ― Gibilterra | Cronologia completa delle presenze e delle reti in nazionale ― Gibilterra | Cronologia completa delle presenze e delle reti in nazionale ― Gibilterra | Cronologia completa delle presenze e delle reti in nazionale ― Gibilterra | Cronologia completa delle presenze e delle reti in nazionale ― Gibilterra | Cronologia completa delle presenze e delle reti in nazionale ― Gibilterra | Cronologia completa delle presenze e delle reti in nazionale ― Gibilterra | Cronologia completa delle presenze e delle reti in nazionale ― Gibilterra |
| Data                                                                      | Città                                                                     | In casa                                                                   | Risultato                                                                 | Ospiti                                                                    | Competizione                                                              | Reti                                                                      | Note                                                                      |
| ------------------------------------------------------------------------- | ------------------------------------------------------------------------- | ------------------------------------------------------------------------- | ------------------------------------------------------------------------- | ------------------------------------------------------------------------- | ------------------------------------------------------------------------- | ------------------------------------------------------------------------- | ------------------------------------------------------------------------- |
| 26-3-2024                                                                 | Kaunas                                                                    | Lituania                                                                  | 1 – 0                                                                     | Gibilterra                                                                | UEFA Nations League 2022-2023 - Playout                                   | -                                                                         | 73’                                                                       |
| 3-6-2024                                                                  | Faro                                                                      | Gibilterra                                                                | 0 – 2                                                                     | Scozia                                                                    | Amichevole                                                                | -                                                                         | 86’                                                                       |
| 6-6-2024                                                                  | Faro                                                                      | Gibilterra                                                                | 0 – 0                                                                     | Galles                                                                    | Amichevole                                                                | -                                                                         | 76’                                                                       |
| 8-9-2024                                                                  | Gibilterra                                                                | Gibilterra                                                                | 2 – 2                                                                     | Liechtenstein                                                             | UEFA Nations League 2024-2025 - 1º turno                                  | -                                                                         | 58’ 56’                                                                   |
| 10-10-2024                                                                | Gibilterra                                                                | Gibilterra                                                                | 1 – 0                                                                     | San Marino                                                                | UEFA Nations League 2024-2025 - 1º turno                                  | -                                                                         | 88’                                                                       |
| 13-10-2024                                                                | Vaduz                                                                     | Liechtenstein                                                             | 0 – 0                                                                     | Gibilterra                                                                | UEFA Nations League 2024-2025 - 1º turno                                  | -                                                                         | 89’                                                                       |
| 19-11-2024                                                                | Gibilterra                                                                | Gibilterra                                                                | 1 – 1                                                                     | Moldavia                                                                  | Amichevole                                                                | -                                                                         | 90+5’                                                                     |
| 22-3-2025                                                                 | Nikšić                                                                    | Montenegro                                                                | 3 – 1                                                                     | Gibilterra                                                                | Qual. Mondiali 2026                                                       | -                                                                         | 72’                                                                       |
| 25-3-2025                                                                 | Faro                                                                      | Gibilterra                                                                | 0 – 4                                                                     | Rep. Ceca                                                                 | Qual. Mondiali 2026                                                       | -                                                                         | 62’                                                                       |
| 6-6-2025                                                                  | Faro                                                                      | Gibilterra                                                                | 0 – 7                                                                     | Croazia                                                                   | Qual. Mondiali 2026                                                       | -                                                                         |                                                                           |
| 9-6-2025                                                                  | Tórshavn                                                                  | Fær Øer                                                                   | 2 – 1                                                                     | Gibilterra                                                                | Qual. Mondiali 2026                                                       | -                                                                         | 46’                                                                       |
| Totale                                                                    |                                                                           | Presenze                                                                  | 11                                                                        |                                                                           | Reti                                                                      | 0                                                                         |                                                                           |